# Wereldkampioenschap voetbal 2006 (Groep E) Tsjechië - Ghana
Deze pagina is een subpagina van het artikel Wereldkampioenschap voetbal 2006. Hierin wordt de wedstrijd in de groepsfase in groep E tussen Tsjechië en Ghana gespeeld op 17 juni 2006 nader uitgelicht.

## Nieuws voorafgaand aan de wedstrijd
- 12 juni - Tsjechië won zijn eerste wedstrijd tegen de Verenigde Staten bij het WK voetbal 2006 met 3-0. Doelpunten waren van Jan Koller en Tomáš Rosický. Rosicky scoorde twee keer.

| Datum                | 17 juni 2006                | 17 juni 2006                |
| Stadion              | RheinEnergieStadion, Keulen | RheinEnergieStadion, Keulen |
| Toeschouwers         | 45.000                      | 45.000                      |
| Scheidsrechter       | Horacio Elizondo            | Horacio Elizondo            |
| Assistenten          | Dario Garcia Rodolfo Otero  | Dario Garcia Rodolfo Otero  |
| Vierde man           | Jerome Damon                | Jerome Damon                |
| Man van de wedstrijd | Michael Essien              | Michael Essien              |
|                      | Tsjechië                    | Ghana                       |
| Doelpunten           | 0                           | 2                           |
| Gele kaarten         | 1                           | 6                           |
| Rode kaarten         | 1                           | 0                           |
| Wissels              | 3                           | 3                           |
| Schoten op doel      | 4                           | 8                           |
| Schoten naast doel   | 14                          | 20                          |
| Overtredingen        | 16                          | 22                          |
| Hoekschoppen         | 6                           | 7                           |
| Buitenspel           | 4                           | 10                          |
| Strafschoppen        | 0                           | 1                           |
| Balbezit (tijd)      | 00'00"                      | 00'00"                      |
| Balbezit (%)         | 50%                         | 50%                         |

| Tsjechië | 0 – 2           | Ghana |
| | goals (assists) | 2' Gyan Asamoah 82' Sulley Muntari |
| Karel Brückner | bondscoach      | Ratomir Dujković |
| Petr Čech Zdeněk Grygera Tomáš Galásek 46' Marek Jankulovski Karel Poborský 56' Tomáš Rosický Pavel Nedvěd Vratislav Lokvenc Jaroslav Plašil 68' Tomas Ujfalusi David Rozehnal | opstellingen    | Richard Kingson 85' Asamoah Gyan John Mensah Illiasu Shilla Michael Essien Stephen Appiah Sulley Muntari Habib Mohamed 80' Matthew Amoah John Pantsil 46' Otto Addo |
| Jan Polák 46' Jiri Stajner 56' Libor Sionko 68' | wissels         | 46' Derek Boateng 80' Eric Addo 85' Razak Pimpong |
| Vratislav Lokvenc 49' | gele kaarten    | 18' Otto Addo 37' Michael Essien 66' Gyan Asamoah 75' Derek Boateng 84' Sulley Muntari 90+3' Habib Mohammed                                                         |
| Tomáš Ujfaluši 65' | rode kaarten    | |

## Overzicht van wedstrijden
| Groepswedstrijden | | | |
| Groep A | Groep B | Groep C | Groep D |
| Duitsland - Costa Rica Polen - Ecuador Duitsland - Polen Ecuador - Costa Rica Ecuador - Duitsland Costa Rica - Polen             | Engeland - Paraguay Trinidad en Tobago - Zweden Engeland - Trinidad en Tobago Zweden - Paraguay Zweden - Engeland Paraguay - Trinidad en Tobago | Argentinië - Ivoorkust Servië en Montenegro - Nederland Argentinië - Servië en Montenegro Nederland - Ivoorkust Nederland - Argentinië Ivoorkust - Servië en Montenegro | Mexico - Iran Angola - Portugal Mexico - Angola Portugal - Iran Portugal - Mexico Iran - Angola                               |
| Groep E | Groep F | Groep G | Groep H |
| Italië - Ghana Verenigde Staten - Tsjechië Italië - Verenigde Staten Tsjechië - Ghana Tsjechië - Italië Ghana - Verenigde Staten | Australië - Japan Brazilië - Kroatië Brazilië - Australië Japan - Kroatië Japan - Brazilië Kroatië - Australië                                  | Frankrijk - Zwitserland Zuid-Korea - Togo Frankrijk - Zuid-Korea Togo - Zwitserland Togo - Frankrijk Zwitserland - Zuid-Korea                                           | Spanje - Oekraïne Tunesië - Saoedi-Arabië Spanje - Tunesië Saoedi-Arabië - Oekraïne Saoedi-Arabië - Spanje Oekraïne - Tunesië |
| Achtste finales | | | |
| Duitsland - Zweden Argentinië - Mexico                                                                                           | Italië - Australië Zwitserland - Oekraïne | Engeland - Ecuador Portugal - Nederland | Brazilië - Ghana Spanje - Frankrijk                                                                                           |
| Kwartfinales | | | |
| Duitsland - Argentinië | Italië - Oekraïne | Engeland - Portugal | Brazilië - Frankrijk |
| Halve finales | | | |
| Duitsland - Italië | Duitsland - Italië | Portugal - Frankrijk | Portugal - Frankrijk |
| Troostfinale | | | |
| Duitsland - Portugal | | | |
| Finale | | | |
| Italië - Frankrijk | | | |